# Gambrinus liga 2011/2012
Sezóna Gambrinus ligy 2011/12 byla 19. ročníkem nejvyšší fotbalové soutěže samostatné České republiky – Gambrinus ligy. Začala 17. července 2011. Hrála se systémem každý s každým, a to jeden zápas doma a druhý na hřišti soupeře. Utkání se konala vždy jednou týdně s výjimkou zimní přestávky a reprezentační přestávky, a to o víkendech s pondělními dohrávkami, pouze 29. kolo se odehrálo nezvykle ve středu. Mistrovský titul ze sezóny 2010/11 obhajovala FC Viktoria Plzeň, která ale skončila třetí, ligový primát získal FC Slovan Liberec. Nováčky pro tuto sezonu byly FK Dukla Praha a FK Viktoria Žižkov. Z tohoto ročníku sestoupili Bohemians Praha 1905 (15. místo) a nováček FK Viktoria Žižkov (16. místo).

## Lokalizace
- Praha – FK Viktoria Žižkov, AC Sparta Praha, SK Slavia Praha, Bohemians Praha 1905, FK Dukla Praha
- Moravskoslezský kraj – FC Baník Ostrava
- Zlínský kraj – 1. FC Slovácko
- Středočeský kraj – 1. FK Příbram, FK Mladá Boleslav
- Liberecký kraj – FK Baumit Jablonec, FC Slovan Liberec
- Ústecký kraj – FK Teplice
- Královéhradecký kraj – FC Hradec Králové
- Plzeňský kraj – FC Viktoria Plzeň
- Olomoucký kraj – SK Sigma Olomouc
- Jihočeský kraj – SK Dynamo České Budějovice

## Konečná tabulka
| Poř. | Tým                        | Z  | V  | R  | P  | VG | OG | B  |
| ---- | -------------------------- | -- | -- | -- | -- | -- | -- | -- |
| 1.   | FC Slovan Liberec          | 30 | 20 | 6  | 4  | 68 | 29 | 66 |
| 2.   | AC Sparta Praha            | 30 | 20 | 4  | 6  | 51 | 25 | 64 |
| 3.   | FC Viktoria Plzeň (C)      | 30 | 19 | 6  | 5  | 66 | 33 | 63 |
| 4.   | FK Mladá Boleslav          | 30 | 15 | 5  | 10 | 49 | 34 | 50 |
| 5.   | FK Teplice                 | 30 | 12 | 10 | 8  | 36 | 30 | 46 |
| 6.   | FK Dukla Praha (N)         | 30 | 11 | 9  | 10 | 42 | 35 | 42 |
| 7.   | 1. FC Slovácko             | 30 | 12 | 5  | 13 | 29 | 32 | 41 |
| 8.   | FK Baumit Jablonec         | 30 | 11 | 7  | 12 | 54 | 43 | 40 |
| 9.   | 1. FK Příbram              | 30 | 11 | 6  | 13 | 44 | 56 | 39 |
| 10.  | SK Dynamo České Budějovice | 30 | 9  | 8  | 13 | 30 | 51 | 35 |
| 11.  | SK Sigma Olomouc (P)       | 30 | 11 | 10 | 9  | 42 | 38 | 34 |
| 12.  | SK Slavia Praha            | 30 | 8  | 10 | 12 | 28 | 34 | 34 |
| 13.  | FC Hradec Králové          | 30 | 8  | 7  | 15 | 22 | 38 | 31 |
| 14.  | FC Baník Ostrava           | 30 | 7  | 7  | 16 | 31 | 48 | 28 |
| 15.  | Bohemians Praha 1905       | 30 | 6  | 6  | 18 | 20 | 54 | 24 |
| 16.  | FK Viktoria Žižkov (N)     | 30 | 5  | 4  | 21 | 23 | 55 | 19 |

Poznámky:
- Z = Odehrané zápasy; V = Vítězství; R = Remízy; P = Prohry; VG = Vstřelené góly; OG = Obdržené góly; B = Body
- N = nováček (minulou sezónu hrál nižší soutěž a postoupil); C = obhájce titulu; P = vítěz českého poháru

|  | Postup do 2. předkola Ligy mistrů 2012/13   |
|  | Postup do 3. předkola Evropské ligy 2012/13 |
|  | Postup do 2. předkola Evropské ligy 2012/13 |
|  | Sestup do FNL 2012/13                       |
|  | Vyřazen z evropských pohárů UEFA 2012/13    |

### Střelci
| Pořadí | Střelec          | Klub               | Góly |
| ------ | ---------------- | ------------------ | ---- |
| 1      | David Lafata     | FK Baumit Jablonec | 25   |
| 2      | Marek Bakoš      | Plzeň              | 16   |
| 3      | Jiří Štajner     | Liberec            | 15   |
| 4      | Michal Breznaník | Liberec            | 12   |
| 5      | Michael Rabušic  | Liberec            | 11   |
| 5      | Léonard Kweuke   | Sparta             | 11   |
| 5      | Ivan Lietava     | Dukla              | 11   |

## Kluby
| Klub                       | Stadion                                     | Kapacita | První ročník | Počet titulů | Počet sezón |
| -------------------------- | ------------------------------------------- | -------- | ------------ | ------------ | ----------- |
| SK Slavia Praha            | Synot Tip Aréna                             | 21 000   | 1925         | 16 (1)       | 83          |
| Bohemians Praha 1905       | Synot Tip Aréna                             | 21 000   | 1925         | 1            | 64          |
| AC Sparta Praha            | Generali Arena                              | 20 854   | 1925         | 32 (3)       | 86          |
| FK Teplice                 | Na Stínadlech                               | 18 221   | 1949         | 0            | 37          |
| FC Baník Ostrava           | Bazaly                                      | 17 372   | 1937/38      | 4            | 69          |
| SK Sigma Olomouc           | Andrův stadion                              | 12 566   | 1982/83      | 0            | 29          |
| FC Viktoria Plzeň          | Doosan Arena                                | 12 500   | 1931/32      | 1            | 48          |
| FC Slovan Liberec          | Stadion U Nisy                              | 9 900    | 1993/94      | 2            | 19          |
| 1. FK Příbram              | Na Litavce                                  | 9 100    | 1997/98      | 0            | 14          |
| 1. FC Slovácko             | Městský fotbalový stadion Miroslava Valenty | 8 121    | 2000/01      | 0            | 10          |
| FC Hradec Králové          | Všesportovní stadion                        | 7 000    | 1956         | 1            | 28          |
| SK Dynamo České Budějovice | Fotbalový stadion Střelecký ostrov          | 6 681    | 1947/48      | 0            | 21          |
| FK Baumit Jablonec         | Chance Arena                                | 6 280    | 1974/75      | 0            | 20          |
| FK Viktoria Žižkov         | Stadion FK Viktoria Žižkov                  | 5 600    | 1925         | 1            | 31          |
| FK Mladá Boleslav          | Městský stadion                             | 5 000    | 2004/05      | 0            | 8           |
| FK Dukla Praha             | Stadion Juliska                             | 4 560    | 1949         | 11           | 47          |

## Pořadí po kolech
| Klub / kolo | 1       | 2  | 3  | 4  | 5  | 6  | 7  | 8  | 9  | 10 | 11 | 12 | 13 | 14 | 15 | 16 | 17 | 18 | 19 | 20 | 21 | 22 | 23 | 24 | 25 | 26 | 27 | 28 | 29 | 30 |   |
| ----------- | ------- | -- | -- | -- | -- | -- | -- | -- | -- | -- | -- | -- | -- | -- | -- | -- | -- | -- | -- | -- | -- | -- | -- | -- | -- | -- | -- | -- | -- | -- | - |
| Klub / kolo | Liberec | 6  | 6  | 2  | 3  | 5  | 3  | 2  | 3  | 4  | 3  | 4  | 3  | 2  | 2  | 2  | 2  | 2  | 2  | 2  | 2  | 2  | 2  | 1  | 2  | 1  | 1  | 1  | 1  | 1  | 1 |
| Sparta      | 1       | 2  | 1  | 1  | 1  | 1  | 1  | 1  | 1  | 1  | 1  | 1  | 1  | 1  | 1  | 1  | 1  | 1  | 1  | 1  | 1  | 1  | 2  | 1  | 2  | 2  | 2  | 2  | 3  | 2  |   |
| Plzeň       | 6       | 9  | 8  | 6  | 7  | 6  | 4  | 4  | 5  | 4  | 3  | 2  | 4  | 3  | 5  | 3  | 3  | 3  | 3  | 3  | 3  | 3  | 3  | 3  | 3  | 3  | 3  | 3  | 2  | 3  |   |
| Boleslav    | 8       | 7  | 3  | 2  | 3  | 5  | 8  | 7  | 6  | 6  | 5  | 5  | 3  | 5  | 3  | 4  | 4  | 4  | 4  | 4  | 4  | 4  | 4  | 4  | 4  | 4  | 4  | 4  | 4  | 4  |   |
| Teplice     | 3       | 8  | 12 | 11 | 8  | 7  | 5  | 6  | 9  | 9  | 10 | 9  | 6  | 7  | 6  | 7  | 7  | 7  | 7  | 8  | 8  | 6  | 6  | 7  | 7  | 6  | 6  | 5  | 5  | 5  |   |
| Dukla       | 8       | 5  | 9  | 9  | 11 | 9  | 10 | 9  | 7  | 7  | 8  | 7  | 8  | 8  | 8  | 9  | 8  | 8  | 8  | 6  | 6  | 7  | 8  | 8  | 6  | 5  | 5  | 6  | 6  | 6  |   |
| Slovácko    | 12      | 11 | 13 | 13 | 12 | 11 | 11 | 10 | 8  | 8  | 7  | 8  | 11 | 11 | 9  | 8  | 9  | 9  | 9  | 9  | 9  | 9  | 9  | 9  | 10 | 9  | 9  | 9  | 9  | 7  |   |
| Jablonec    | 8       | 10 | 7  | 5  | 4  | 2  | 3  | 2  | 3  | 2  | 2  | 4  | 5  | 4  | 4  | 5  | 5  | 5  | 5  | 5  | 5  | 5  | 5  | 6  | 8  | 8  | 7  | 7  | 7  | 8  |   |
| Příbram     | 4       | 5  | 5  | 8  | 6  | 8  | 7  | 8  | 10 | 10 | 9  | 11 | 10 | 6  | 7  | 6  | 6  | 6  | 6  | 7  | 7  | 8  | 7  | 5  | 5  | 7  | 8  | 8  | 8  | 9  |   |
| Budějovice  | 14      | 14 | 14 | 14 | 15 | 14 | 15 | 15 | 15 | 16 | 16 | 13 | 14 | 13 | 13 | 13 | 13 | 13 | 13 | 12 | 12 | 12 | 12 | 12 | 11 | 10 | 10 | 10 | 10 | 10 |   |
| Olomouc     | 16      | 16 | 16 | 16 | 14 | 16 | 14 | 13 | 13 | 14 | 14 | 15 | 16 | 16 | 16 | 15 | 15 | 14 | 14 | 14 | 14 | 14 | 13 | 13 | 13 | 13 | 13 | 13 | 11 | 11 |   |
| Slavia      | 15      | 13 | 10 | 10 | 10 | 12 | 12 | 12 | 12 | 12 | 11 | 10 | 9  | 9  | 10 | 10 | 10 | 10 | 11 | 10 | 10 | 11 | 11 | 10 | 12 | 12 | 12 | 11 | 12 | 12 |   |
| Hradec      | 5       | 1  | 4  | 7  | 9  | 10 | 9  | 11 | 11 | 11 | 12 | 12 | 12 | 12 | 12 | 11 | 11 | 11 | 10 | 11 | 11 | 10 | 10 | 11 | 9  | 11 | 11 | 12 | 13 | 13 |   |
| Ostrava     | 11      | 15 | 15 | 15 | 16 | 15 | 16 | 16 | 16 | 15 | 15 | 16 | 13 | 14 | 14 | 14 | 14 | 15 | 15 | 15 | 15 | 15 | 15 | 15 | 15 | 15 | 15 | 14 | 14 | 14 |   |
| Bohemians   | 2       | 3  | 6  | 4  | 2  | 4  | 6  | 5  | 2  | 5  | 6  | 6  | 7  | 10 | 11 | 12 | 12 | 12 | 12 | 13 | 13 | 13 | 14 | 14 | 14 | 14 | 14 | 15 | 15 | 15 |   |
| Žižkov      | 13      | 12 | 11 | 12 | 12 | 13 | 13 | 14 | 14 | 13 | 13 | 14 | 15 | 15 | 15 | 16 | 16 | 16 | 16 | 16 | 16 | 16 | 16 | 16 | 16 | 16 | 16 | 16 | 16 | 16 |   |

## Soupisky mužstev
- V závorce za jménem je uveden počet utkání a branek, u brankářů ještě počet čistých kont

### FC Slovan Liberec
David Bičík (30/0/10) –
Jan Blažek (5/0),
Miloš Bosančić (25/6),
Michal Breznaník (28/12),
Bořek Dočkal (1/0),
Jiří Fleišman (28/1),
Theodor Gebre Selassie (30/5),
Vojtěch Hadaščok (18/4),
Tomáš Janů (27/0),
Miloš Karišik (11/0),
Renato Kelić (19/0),
Jiří Krystan (1/0)
Jiří Liška (7/0),
Zbyněk Musiol (9/2),
Nesnen Ndemen (4/0),
Jan Nezmar (29/4),
Jan Polák (12/1),
Michael Rabušic (29/11),
Emil Rilke (14/2),
Jiří Štajner (29/15),
Josef Šural (28/3),
Lukáš Vácha (27/2) -
trenér Jaroslav Šilhavý

### AC Sparta Praha
Jaromír Blažek (3/0/1),
Milan Švenger (16/0/10),
Tomáš Vaclík (11/0/5) -
Martin Abena (1/0),
Erich Brabec (14/0),
Jakub Brabec (6/0),
Martin Frýdek (2/0),
Peter Grajciar (21/5),
Mario Holek (12/0),
Josef Hušbauer (21/7),
Luboš Hušek (10/0),
Jiří Jarošík (26/2),
Martin Juhar (13/1),
Pavel Kadeřábek (2/0),
Václav Kadlec (14/3),
Andrej Kerić (13/1),
Ladislav Krejčí (22/6),
Ondřej Kušnír (8/0),
Léonard Kweuke (26/11),
Jakub Mareš (12/2),
Marek Matějovský (29/1),
Manuel Pamić (28/0),
Jakub Podaný (7/0),
Tomáš Přikryl (12/3),
Tomáš Řepka (3/0),
Libor Sionko (23/1),
Miroslav Slepička (12/1),
Kamil Vacek (4/3),
Vlastimil Vidlička (19/3),
Tomáš Zápotočný (16/1) –

### FC Viktoria Plzeň
Marek Čech (15/0/5),
Michal Daněk (2/0/0),
Roman Pavlík (13/0/7) –
Marek Bakoš (28/16),
Tomáš Berger (4/0),
Miloš Brezinský (1/0),
David Bystroň (15/1),
Marián Čišovský (27/6),
Vladimír Darida (22/3),
Michal Ďuriš (27/6),
Martin Fillo (9/0),
Tomáš Hájovský (3/0),
Jakub Hora (11/0),
Pavel Horváth (29/5),
Petr Jiráček (16/4),
Daniel Kolář (29/6),
David Limberský (29/1),
Milan Petržela (27/7),
Václav Pilař (25/7),
Václav Procházka (6/0),
František Rajtoral (29/2),
Radim Řezník (11/0),
František Ševinský (20/1),
Petr Trapp (11/0),
Tomáš Wágner (12/0) –
trenér Pavel Vrba, asistent Karel Krejčí

### FK Mladá Boleslav
Miroslav Miller (24/0/5),
Jan Šeda (7/0/3) –
Jan Bořil (3/0),
David Brunclík (6/1),
Kerem Bulut (11/1),
Vladimir Dimitrovski (6/0),
Daniel Dudka (1/0),
Martin Fillo (13/2),
Jan Chramosta (30/10),
Tomáš Janíček (25/0),
Petr Johana (11/1),
Václav Kalina (14/1),
Ondřej Kúdela (26/6),
Marek Kulič (26/5),
Jan Kysela (20/0),
Jakub Mareš (13/3),
Lukáš Opiela (9/1),
Václav Procházka (15/2),
Adrian Rolko (29/2),
Jakub Řezníček (14/0),
Jakub Synek (5/0),
Jasmin Šćuk (20/2),
Radek Šírl (24/0),
Jan Štohanzl (23/1),
Ivo Táborský (9/0),
Petr Wojnar (12/1),
Ondřej Zahustel (17/6) -

### FK Teplice
Tomáš Grigar (30/0/14) -
Aldin Čajić (22/1),
Petr Dolejš (14/0),
Václav Ježdík (22/0),
Martin Jindráček (20/2),
Marek Jungr (1/0),
David Kalivoda (2/0),
Andrej Kerić (10/1),
Patrik Lácha (4/0),
Admir Ljevaković (20/3),
Petr Lukáš (27/2),
Aidin Mahmutović (21/8),
Milan Matula (20/0),
Alen Melunović (1/0),
Abid Mujagić (4/0),
Antonín Rosa (28/2),
Matej Siva (24/2),
Michal Smejkal (21/0),
Vlastimil Stožický (26/4),
Petr Šalda (1/0),
Štěpán Vachoušek (29/7),
Zdeněk Volek (2/0),
Tomáš Vondrášek (25/1),
Egon Vůch (24/2),
Lukáš Zoubele (17/0) –
trenér Petr Rada

### FK Dukla Praha
Tomáš Kučera (1/0/0),
Filip Rada (29/0/12) -
Tomáš Berger (16/2),
Tomislav Božić (1/0),
Vojtěch Engelmann (12/0),
Patrik Gedeon (27/1),
Marek Hanousek (30/6),
Pavel Hašek (22/1),
Martin Jirouš (2/0),
Petr Malý (29/4),
David Mikula (10/0),
Ivan Lietava (21/11),
Josef Marek (10/0),
Matěj Marič (1/0),
Miroslav Marković (14/2),
Radim Nečas (2/0),
Jan Pázler (26/6),
Miroslav Podrazký (25/2),
Tomáš Pospíšil (11/0),
Vojtěch Přeučil (5/0),
Jakub Sklenář (5/0),
Jan Svatonský (22/3),
Ondřej Šiml (6/0),
Michal Šmíd (2/0),
Ondřej Švejdík (27/2),
Jan Vorel (26/2),
Ondřej Vrzal (28/0) -

### 1. FC Slovácko
Miroslav Filipko (20/0/7),
Milan Heča (5/0/1),
Dušan Melichárek (5/0/4) -
Josef Čtvrtníček (10/1),
Vlastimil Daníček (24/1),
Libor Došek (25/9),
Ondřej Franta (3/0),
Lukáš Fujerik (8/0),
Filip Hlúpik (20/4),
Tomáš Jeleček (7/0),
Milan Kerbr (8/1),
Michal Kordula (23/1),
Tomáš Košút (21/1),
Marián Kovář (6/0),
Lukáš Kubáň (25/0),
Martin Kuncl (10/0),
Jan Lukáš (14/0),
Radek Mezlík (21/0),
Václav Ondřejka (22/2),
David Pavelka (22/4),
Jiří Perůtka (4/0),
Miroslav Poliaček (7/0),
Petr Reinberk (23/0),
Michal Trávník (7/0),
Jan Trousil (29/0),
Vít Valenta (20/1),
Ladislav Volešák (20/3) –

### FK Baumit Jablonec
Michal Špit (30/0/9) –
Vít Beneš (23/3),
Pavel Eliáš (27/2),
Anes Haurdić (4/0),
Tomáš Jablonský (25/1),
Marek Jarolím (26/4),
Jan Kopic (29/5),
Jan Kovařík (23/5),
David Lafata (28/25),
Luboš Loučka (29/0),
Filip Novák (18/0),
Petr Pavlík (28/0),
Karel Piták (27/6),
Jakub Štochl (11/0),
Lukáš Třešňák (22/1),
Ondřej Vaněk (21/0),
Jan Vošahlík (25/0),
Petr Zábojník (15/2) –

### 1. FK Příbram
Aleš Hruška (30/0/8) -
Aleksandar Andrejević (7/0),
Mirza Bašić (1/0),
Jhonatan Mariano Bernardo (7/0),
Lukáš Brotánek (3/0),
Josef Divíšek (19/0),
Jakub Dušek (5/0),
Lukáš Hejda (19/2),
Milan Jurdík (4/0),
Michal Kdolský (7/0),
Zdeněk Koukal (26/8),
Martin Kraus (9/0),
Tomáš Krbeček (14/2),
Jiří Krejčí (27/2),
Martin Macháček (3/0),
Jiří Mareš (29/3),
Dominik Mašek (3/0),
Milan Mišůn (9/0),
Jan Mojdl (2/0),
Marius Papšys (26/1),
Pavel Pilík (16/0),
Tomáš Pilík (28/2),
Lukáš Pleško (26/4),
Pavel Ricka (9/1),
Martin Šlapák (25/8),
Matěj Štochl (21/1),
Daniel Tarczal (16/3),
Róbert Valenta (8/0),
Claude Roland Videgla (5/0),
Tomáš Wágner (16/7) –
trenér David Vavruška

### SK Dynamo České Budějovice
Michal Daněk (12/0/5),
Matej Delač (1/0/0),
Zdeněk Křížek (12/0/4)
Pavel Kučera (5/0/0) –
Rastislav Bakala (6/0),
Petr Benát (2/0),
Miloš Brezinský (14/0),
Grigorij Čirkin (16/0),
Aleš Dvořák (1/0),
Jan Halama (1/0),
David Horejš (8/0),
Marek Hovorka (1/0),
Fernando Tobias de Carvalho Hudson (23/0),
Martin Jasanský (3/0),
Petr Javorek (22/2),
Jindřich Kadula (2/0),
Michal Klesa (28/6),
Matej Krajčík (13/0),
Roman Lengyel (26/2),
Zdeněk Linhart (3/0),
Jaroslav Machovec (21/0),
František Němec (17/2),
Milan Nitrianský (3/0),
Pavel Novák (17/0),
Zdeněk Ondrášek (16/8),
Rudolf Otepka (27/4),
Luboš Pecka (9/1),
Michal Petráň (5/0),
Jan Riegel (8/0),
Filip Rýdel (21/1),
Tomáš Řepka (14/0),
Jakub Řezníček (12/1),
Sandro (28/2),
Bronislav Simić (1/0),
Tomáš Stráský (13/0),
Lovre Vulin (3/0),
Roman Wermke (3/0) -

### SK Sigma Olomouc
Petr Drobisz (3/0/2),
Martin Šustr (2/0/0),
Zdeněk Zlámal (25/0/7) –
Lukáš Bajer (14/0),
Pavel Dreksa (7/1),
Martin Hála (10/1),
Marek Heinz (20/4),
Tomáš Hořava (15/2),
Stefan Jerome (5/0),
Martin Jirouš (6/0),
Zdeněk Klesnil (14/5),
Václav Koutný (13/0),
Radim Kučera (28/0),
Ondřej Murin (1/0),
Jan Navrátil (26/3),
Radim Nepožitek (5/0),
Michal Ordoš (13/4),
Jakub Petr (16/2),
Jakub Podaný (11/2),
Martin Pospíšil (11/3),
Tomáš Přikryl (10/0),
Daniel Silva Rossi (21/2),
Jan Schulmeister (28/5),
Aleš Škerle (28/0),
Václav Tomeček (1/0),
Adam Varadi (29/6),
Petr Vavřík (1/0),
Michal Vepřek (29/0) –
trenér Petr Uličný

### SK Slavia Praha
Martin Berkovec (8/0/3),
Kamil Čontofalský (20/0/7),
Jan Hanuš (3/0/0) –
Jan Blažek (14/2),
Jiří Böhm (9/0),
Róbert Cicman (20/0),
Matúš Čonka (7/0),
Bassirou Dembélé (2/0),
Martin Dostál (16/0),
Filip Duranski (1/0),
Tomáš Frejlach (6/0),
Adam Hloušek (11/1),
David Hubáček (28/1),
Martin Hurka (19/2),
Petr Janda (12/3),
Lukáš Jarolím (28/3),
Josef Kaufman (7/0),
Štěpán Koreš (6/1),
Martin Latka (19/2),
Zoran Milutinović (22/0),
Milan Nitrianský (25/0),
Matěj Paprčiak (6/0),
Ondřej Petrák (21/0),
Zbyněk Pospěch (22/6),
Václav Prošek (6/0),
Jakub Sudek (3/0),
Milan Škoda (9/2),
Vitali Trubila (25/2),
Luboš Tusjak (1/0),
Daniel Veselý (5/1),
Stanislav Vlček (17/3),
Jiří Vondráček (1/0),
Martin Voráček (3/0),
Jan Zákostelský (1/0) –
trenér František Straka a Martin Poustka

### SK Hradec Králové
Tomáš Koubek (13/0/4),
Jiří Lindr (17/0/7) -
Pavel Černý (26/1),
Pavel Dvořák (30/7),
Roman Fischer (16/0),
Milan Fukal (25/1),
Radek Gulajev (4/0),
Tomáš Holeš (12/0),
Radek Hochmeister (26/2),
Jakub Chleboun (14/0),
Marek Jandík (7/0),
Jiří Janoušek (21/0),
Alexej Jedunov (7/0),
Filip Klapka (13/1),
Tomáš Malinský (17/0),
Tomáš Mrázek (11/0),
Michal Pávek (17/0),
Marek Plašil (22/1),
Jiří Poděbradský (28/1),
Tomáš Rezek (15/0),
Petr Schwarz (5/0),
Jan Šisler (11/0),
Vojtěch Štěpán (30/6),
Radek Voltr (3/0),
Jaroslav Zelený (28/2) -
trenér Václav Kotal

### FC Baník Ostrava
Vít Baránek (6/0/2),
Lukáš Krbeček (2/0/0)
Dawid Pietrzkiewicz (22/0/6) -
Jozef Adámik (19/0),
Gevorg Badaljan (7/0),
Ondřej Cverna (16/0),
Pavel Dreksa (3/0),
Lukáš Droppa (24/2),
Antonín Fantiš (21/3),
Milan Ferenčík (11/1),
Tomáš Frejlach (1/0),
Michal Frydrych (18/1),
Ján Greguš (26/1),
Josef Hušbauer (2/1),
Marek Jankulovski (1/0),
Dominik Kraut (25/4),
Davor Kukec (13/4),
Martin Limanovský (1/0),
Martin Lukeš (18/0),
Lukáš Magera (13/3),
Pavel Malcharek (7/0),
Tomáš Marek (19/1),
Pavol Poliaček (19/0),
Radim Řezník (5/0),
Václav Svěrkoš (16/3),
Zdeněk Šenkeřík (18/0),
Jakub Tomanica (3/0),
Richard Vaněk (2/0),
Dalibor Vašenda (16/0),
Michal Velner (1/0),
Benjamin Vomáčka (24/3),
Tomáš Vrťo (8/1),
Jan Zawada (21/1),
Łukasz Zejdler (3/1) -
trenér Pavel Malura (do března) a Radoslav Látal (od března)

### Bohemians Praha 1905
Radek Sňozík (30/0/7) –
Martin Abraham (13/1),
Vladimír Bálek (13/1),
David Bartek (9/4),
Tomáš Borek (29/1),
Lukáš Budínský (27/1),
Martin Cseh (17/1),
Lukáš Hartig (14/1),
Josef Jindřišek (29/0),
Jiří Kaufman (4/0),
Ondřej Kraják (17/0),
Martin Kraus (3/0),
Pavel Lukáš (24/0),
Tomáš Michálek (10/0),
Jan Moravec (29/1),
Petr Nerad (3/0),
Martin Nešpor (26/4),
Marek Nikl (7/0),
Pavol Orolín (8/0),
Jiří Ptáček (9/0),
Jan Růžička (18/0),
Milan Škoda (14/2),
Nicolas Šumský (16/0),
Pavel Vyhnal (11/2),
Michael Žižka (16/0) -
trenér Pavel Medynský (do března) a Jozef Weber (od března)

### FK Viktoria Žižkov
Marek Boháč (3/0/1),
Štěpán Kolář (6/0/2),
Martin Ticháček (5/0/0),
Tomáš Vaclík (16/0/2) –
Vladimír Bálek (9/1),
Daniel Bartl (19/1),
Lukáš Bodeček (15/0),
Jiří Böhm (12/2),
Jan Bořil (12/0),
Pavel Čermák (15/1),
Zdeněk Folprecht (12/0),
Jaroslav Hílek (13/0),
Pavol Jurčo (9/1),
Pavel Kadeřábek (11/0),
Richard Kalod (16/1),
David Kalivoda (10/1),
Kaarel Kiidron (10/0),
Martin Kotyza (14/1),
Michal Kropík (14/1),
Kevin Lafrance (15/2),
Petr Mach (6/0),
Vladan Milosavljev (12/0),
Zbyněk Musiol (3/0),
Júki Nakamura (4/0),
Ilija Nestorovski (13/1),
Tomáš Peciar (1/0),
Tomáš Procházka (19/1),
Lukáš Schut (2/0),
Matej Sivrić (21/5),
Anton Sloboda (12/0),
Mateusz Słodowy (21/0),
Jaroslav Starý (9/0),
Igor Súkenník (11/0),
Marcel Šťastný (23/0),
Siim Tenno (3/0),
Luboš Tusjak (6/1),
Jiří Valenta (13/2),
Petr Zapalač (4/0) -